# Ancasta

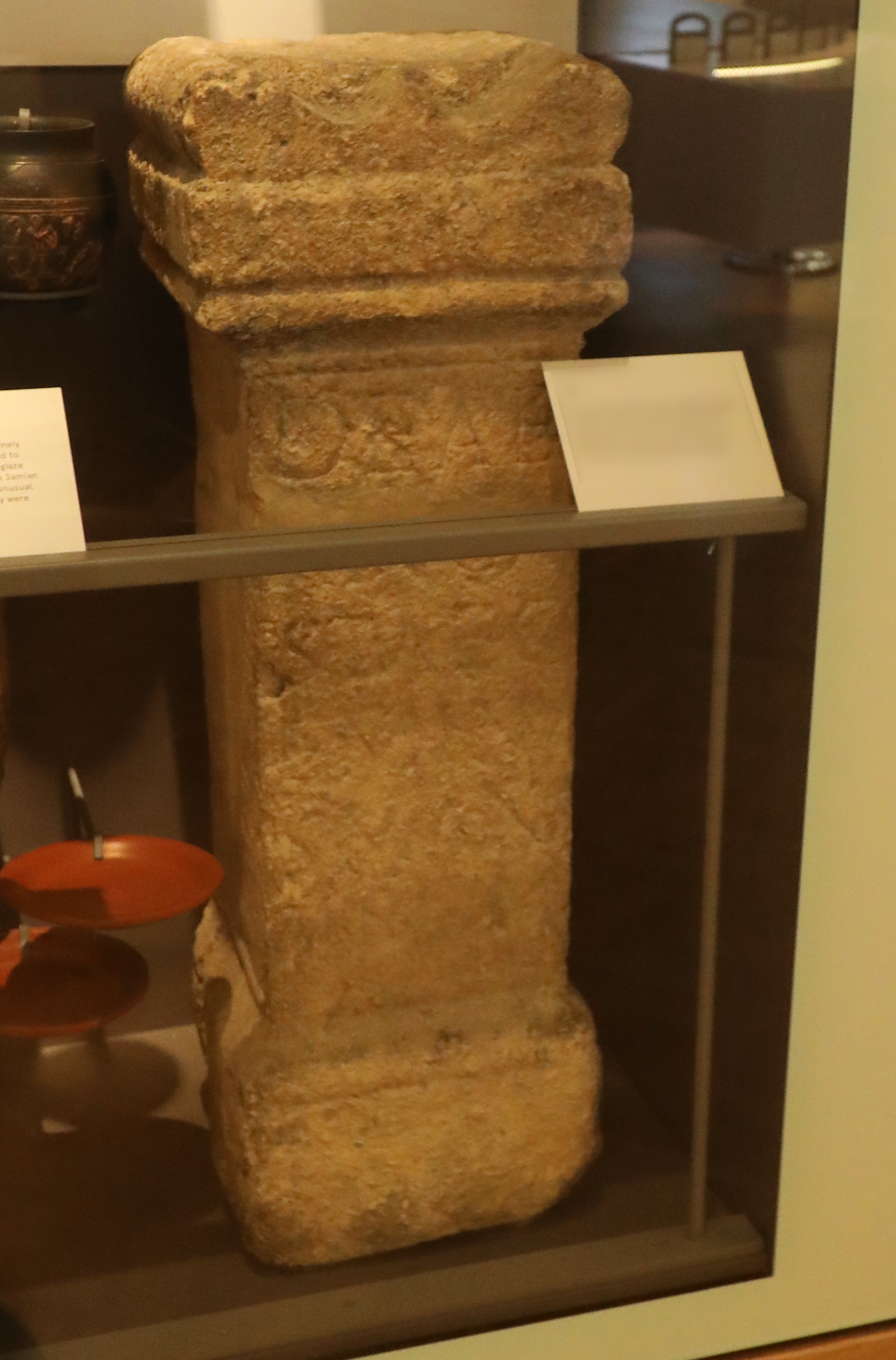
Altar de Ancasta

Ancasta era una diosa celta adorada en la Britania romana . Se la conoce por una sola inscripción dedicatoria encontrada en el Reino Unido en el asentamiento romano de Clausentum (Bitterne, cerca de Southampton). Ancasta puede tomarse como una diosa local, posiblemente asociada con el cercano río Itchen .
La dedicatoria votiva a Ancasta dice:
DEAE ANCASTAE GEMINVS MANI VSLM
"A la diosa Ancasta, Geminus Mani[lius] voluntariamente y merecidamente cumple su voto".
Es posible que el nombre 'Ancasta' esté relacionado con el protocelta *kasto- que significa 'rápido'.
La inscripción se encuentra ahora en el Museo SeaCity. Fue anterior en el museo de God's House Tower.